# Kiedy śpiący budzi się
Kiedy śpiący budzi się (inne tytuły polskich przekładów to: Gdy śpiący się zbudzi i Śpiący przebudzony; tyt. oryg. The Sleeper Awakes) – antyutopijna powieść fantastyczna autorstwa Herberta George’a Wellsa o mężczyźnie, który śpi przez 203 lata, budząc się w kompletnie odmienionym Londynie, gdzie przez procent składany na swoim koncie bankowym staje się najbogatszym człowiekiem na świecie. Główny bohater budzi się, żeby zobaczyć, jak spełniają się jego marzenia, ale przyszłość pokazuje mu swoje złe strony i wynaturzenia.

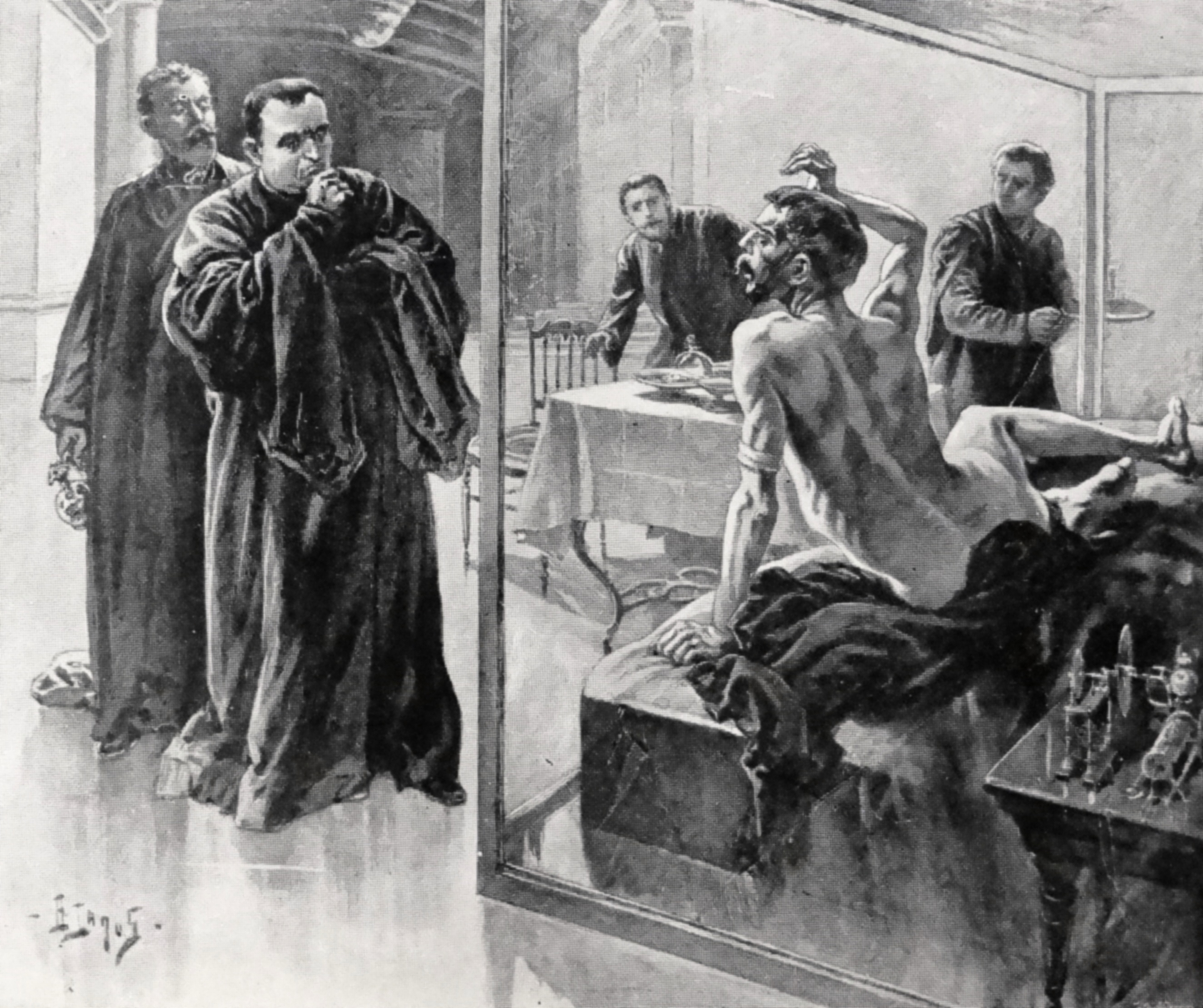
Przebudzenie Grahama.

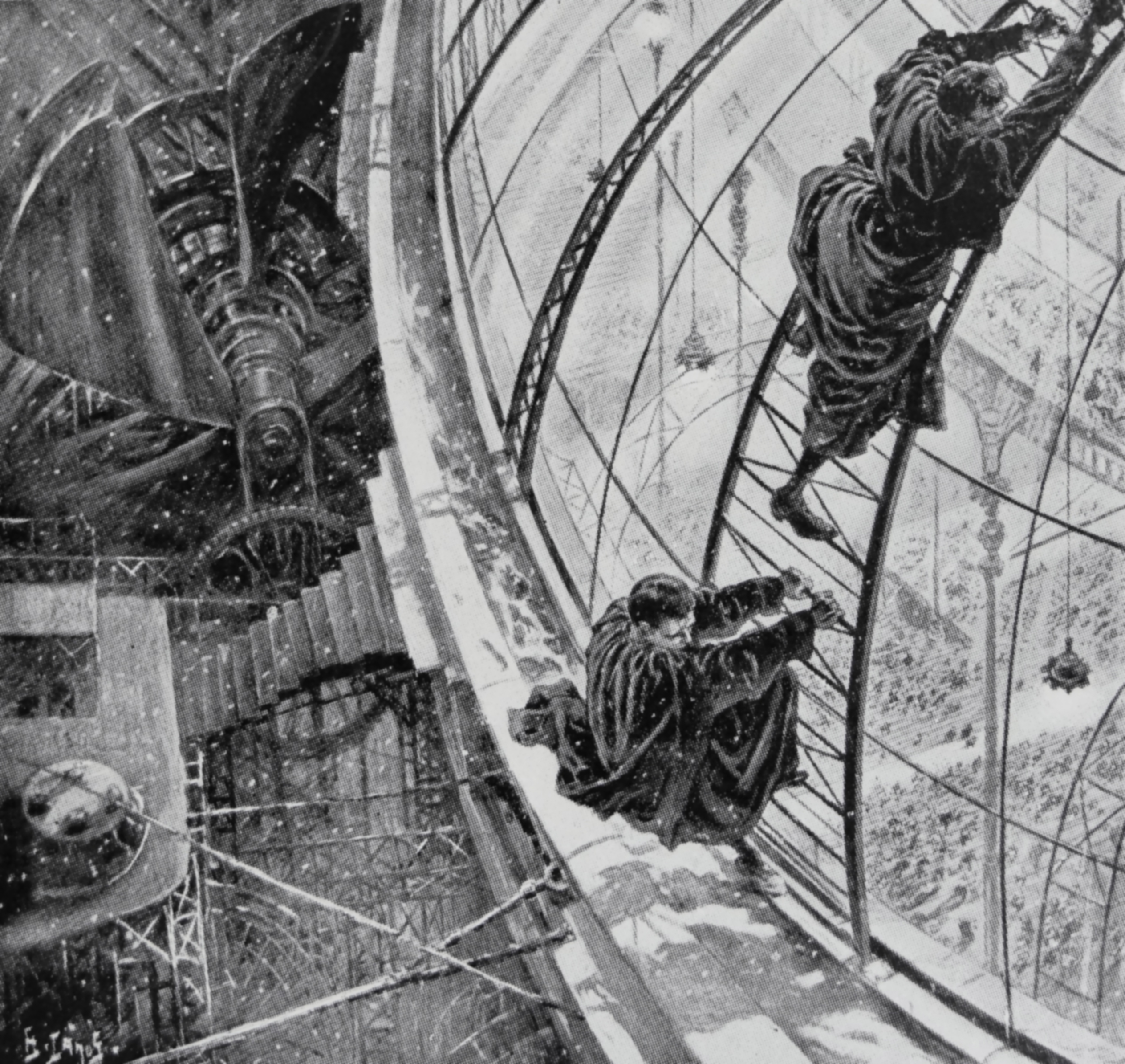
Graham ucieka z miejsca swego uwięzienia.

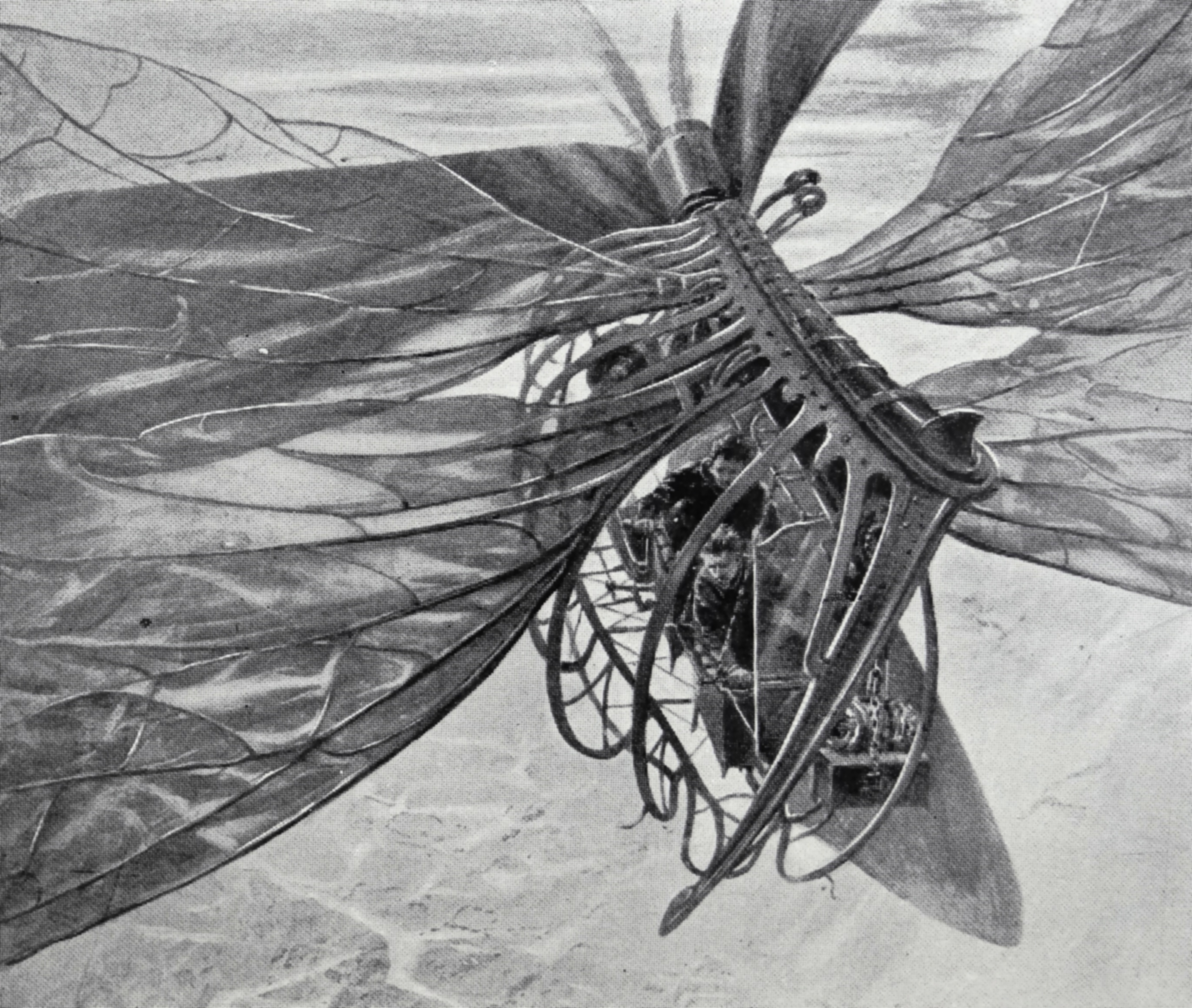
Graham leci aeroplanem.

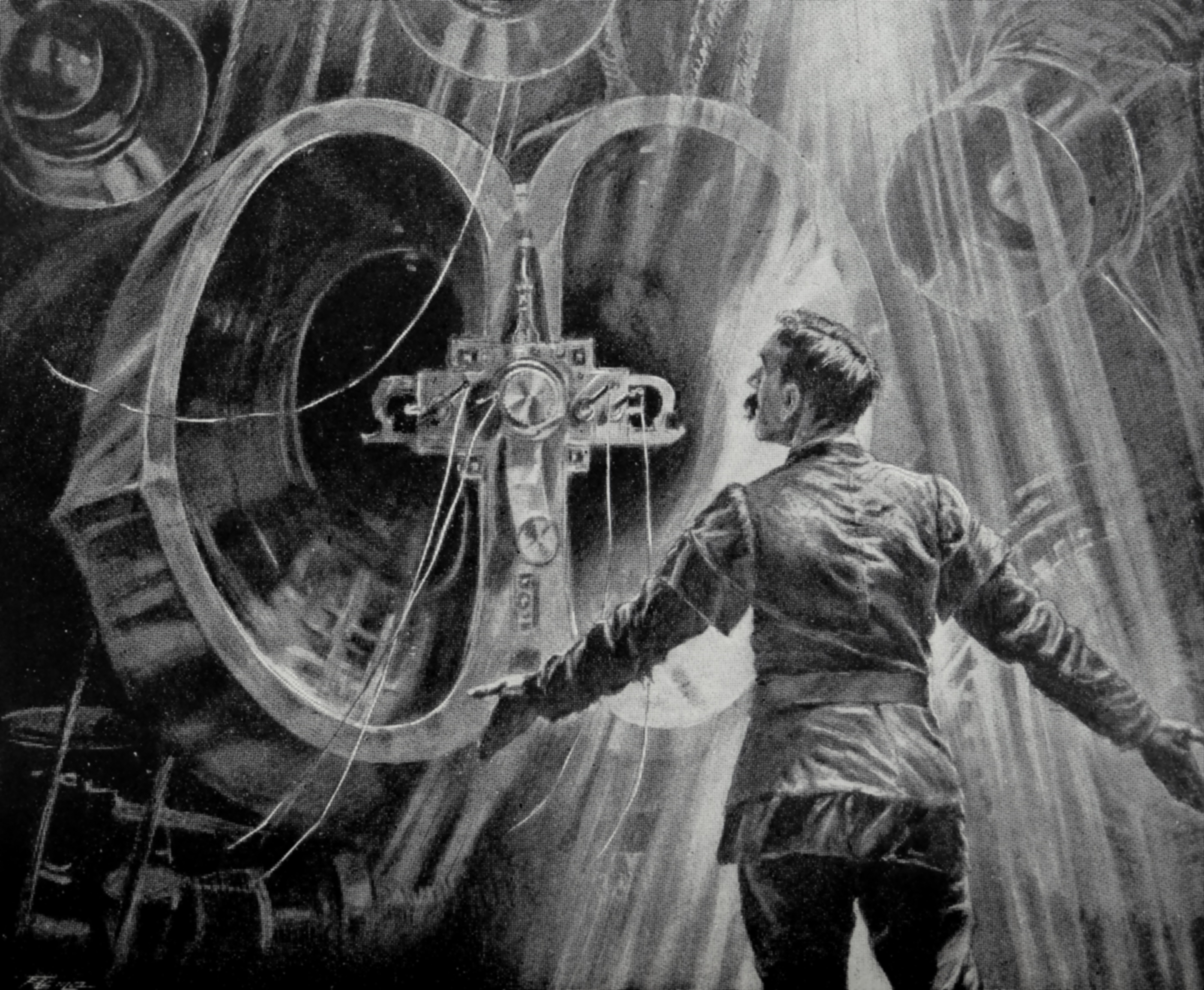
Graham przed kamerami telewizji zrzeka się swoich praw własności.

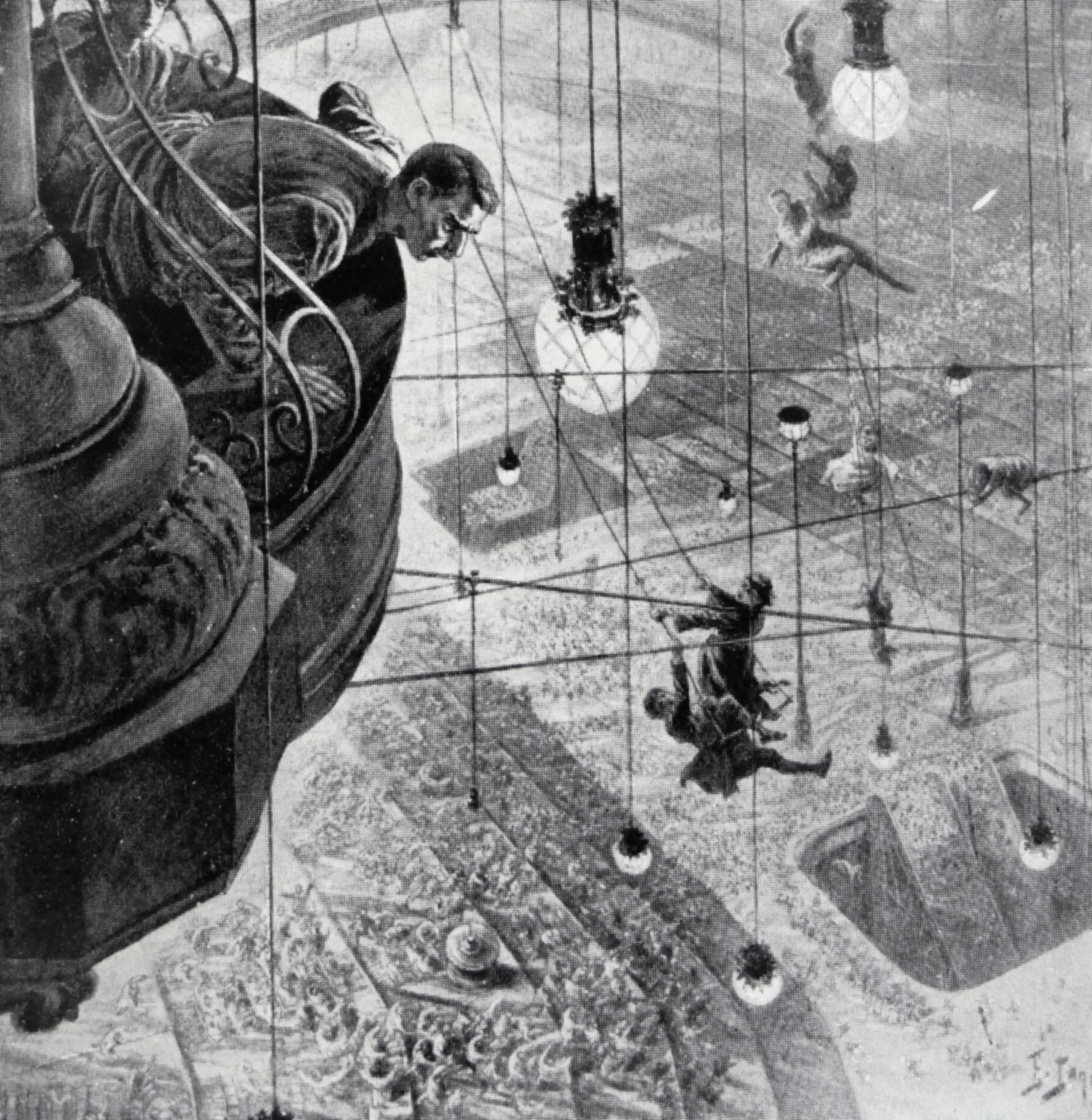
Graham ogląda świat przyszłości.

I książkowe wydanie angielskie, pt. When the Sleeper Wakes, (oprócz strony tytułowej) nie zawierało grafik. Autorem oryginalnych grafik do I wydania amerykańskiego był francuski rysownik, malarz, akwarelista i ilustrator Henri Lanos.

## Historia publikacji
Powieść została początkowo opublikowana jako When the Sleeper Wakes w The Graphic od 1898 do 1899 i była ilustrowana przez Henriego Lanosa. Nie przekonany jakością książki, Wells, napisał ją na nowo w 1910. W 1928 roku powieść ukazała się w czasopiśmie Amazing Stories Quarterly.
Krótkie opowiadanie „A Story of the Days To Come” (1897) jest prekursorem powieści, będąc przygodą opowiedzianą w tym samym futurystycznym świecie.

### Polskie wydania powieści
Po polsku powieść ukazała po raz pierwszy, pt. Gdy śpiący się zbudzi, w przekładzie anonimowym, publikowana w odcinkach w czasopiśmie tygodniowym Ilustracya polska w latach 1901–1902; było to tłumaczenie pierwszej wersji tej powieści, które niedługo potem zostało wydane także w formie książkowej. Następne wydanie książkowe pochodzi z roku 1984; było to wydanie klubowe. Następnie ukazało się polskie wydanie pt. Śpiący przebudzony w przekładzie Krzysztofa Sokołowskiego, które ukazało się nakładem wydawnictwa Solaris w 2016 roku.
W 2018 ukazało się wydanie w tłumaczeniu Eugenii Żmijewskiej nakładem wydawnictwa CM pod pierwszym tytułem powieści (Gdy śpiący się zbudzi), zaś w 2021 tłumaczenie Krzysztofa Sokołowskiego zostało ponownie wydane przez wydawnictwo Vesper.

## Fabuła

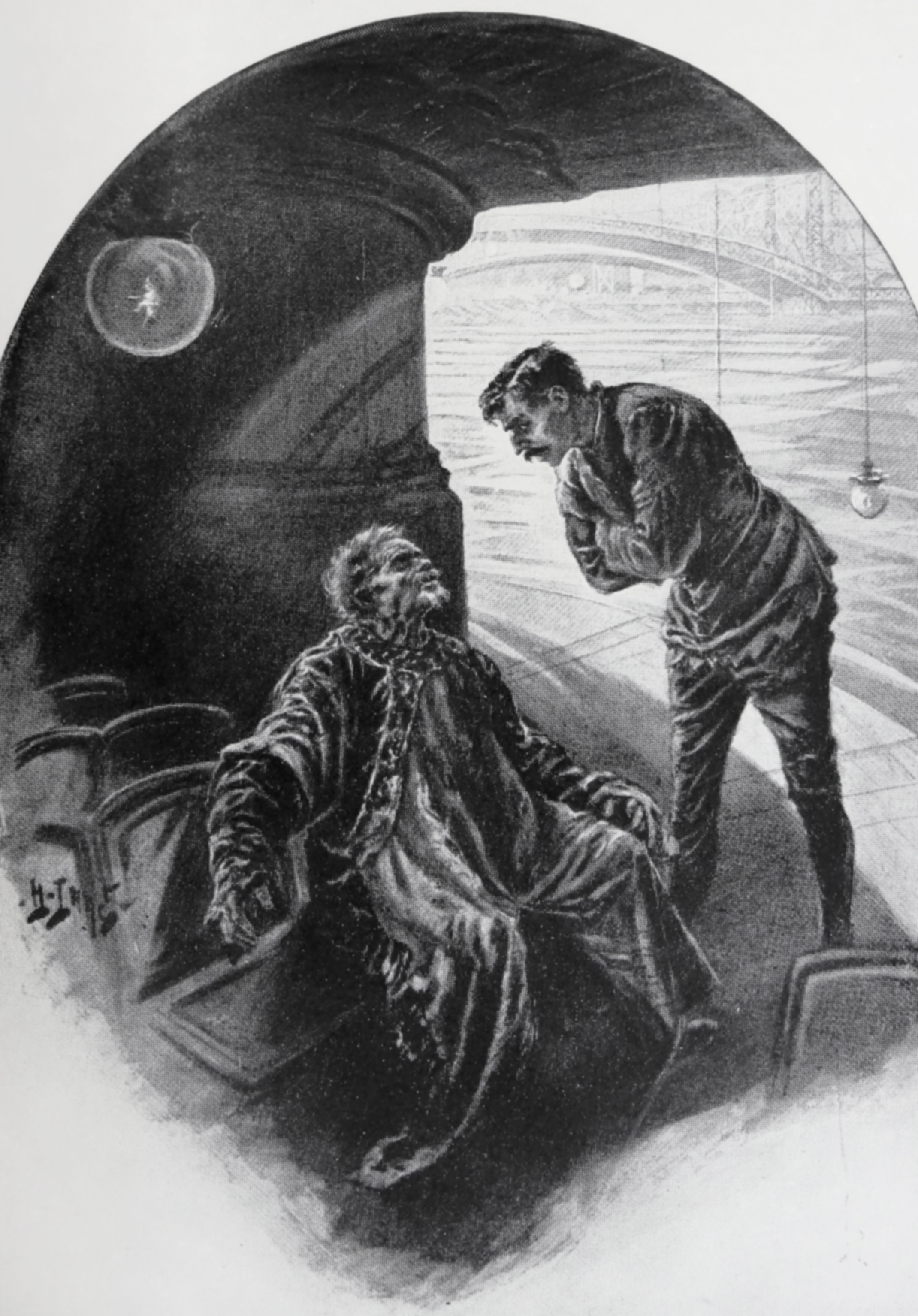
Graham otrzymuje lekcję historii od starego mężczyzny

Historia opowiada o przypadkach Grahama – Anglika z XIX wieku. W roku 1897 zapada on w dziwny sen w wyniku nadużywania leków, żeby wyleczyć długotrwałą bezsenność.
Budzi się 203 lata później, aby dowiedzieć się, że odziedziczył bogactwo od swojego kuzyna Warmingsa i jego przyjaciela, Isbistera, którego synowie umarli w wypadku na łodzi. Jego pieniądze przetrzymywał i mnożył zarząd powierniczy. Przez lata zarząd zwany White Council używał niespotykanego bogactwa Grahama, żeby utworzyć szerokie polityczne i ekonomiczne wpływy.

## Adaptacje
Historia książki została luźno zekranizowana przez Woody’ego Allena w jego filmie Śpioch.
Harry Stephen Keeler w 1914 stworzył projekt „John Jones’ Dollar,” gdzie ekonomia systemu słonecznego jest zbudowana wokół jednego dolara pozostawionego do roku 2921, żeby zdobyć sumę 6,3 biliarda dolarów, finansując „międzyplanetarny socjalistyczny raj”.